# 索恩河畔布拉尼
索恩河畔布拉尼（法語：Bragny-sur-Saône，法語發音：[bʁaɲi syʁ son]）是法国索恩-卢瓦尔省的一个市镇，属于索恩河畔沙隆区。

## 地理
索恩河畔布拉尼（46°54'39"N, 5°1'51"E）面积14.79 平方千米，位于法国勃艮第-弗朗什-孔泰大區索恩-卢瓦尔省，该省份为法国中部省份，北起顺时针与科多尔省、汝拉省、安省、罗讷省、卢瓦尔省、阿列省和涅夫勒省接壤。
与索恩河畔布拉尼接壤的市镇（或旧市镇、城区）包括：帕洛、索恩河畔阿勒雷、莱博尔德、沙尔奈莱沙隆、埃屈埃勒、索尼耶尔。

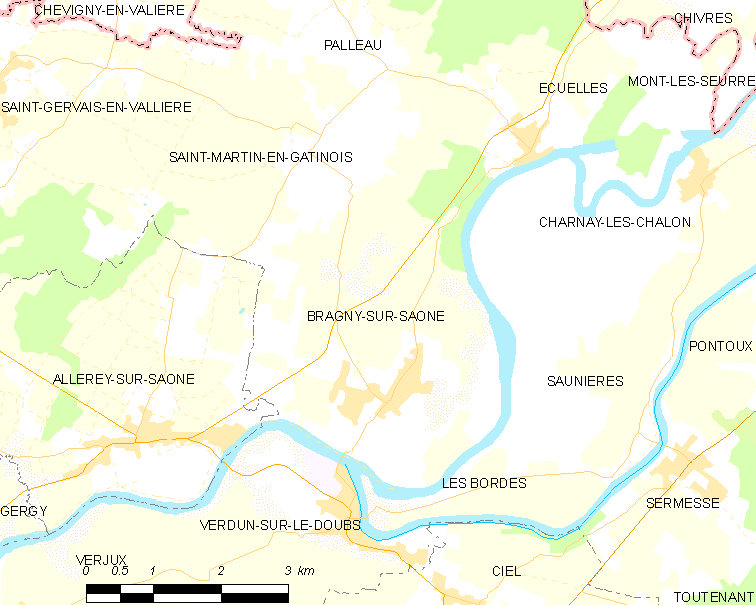
索恩河畔布拉尼的OSM定位图

索恩河畔布拉尼的时区为UTC+01:00、UTC+02:00（夏令时）。

## 行政
索恩河畔布拉尼的邮政编码为71350，INSEE市镇编码为71054。

## 政治
索恩河畔布拉尼所属的省级选区为热尔日县。

## 人口

1962-2008年间索恩河畔布拉尼人口变化图示

索恩河畔布拉尼于2022年1月1日时的人口数量为677人。